# Robert E. Lee: Civil War General
Robert E. Lee: Civil War General est un jeu vidéo de type wargame conçu par Jeffrey Fiske, développé par Impressions Games et publié par Sierra On-Line en  1996 sur PC. Le jeu se déroule pendant la guerre de Sécession  et retrace plusieurs batailles critiques menées par le général Robert Lee de l’armée de Virginie du Nord, ces batailles pouvant être reliées entre elles dans le cadre d’une campagne. Le jeu se déroule sur une carte divisée en cases hexagonales, représentant une distance de 200 yards, sur laquelle sont représentées de petites unités d’infanterie, de cavalerie et d’artillerie. Le jeu prend notamment en compte le type d’arme utilisée par les différentes unités ainsi que le moral et la qualité des troupes,.  

## Accueil
| Robert E. Lee: Civil War General |      |       |
| Média                            | Pays | Notes |
| Computer Gaming World            | US   | 4/5   |
| GameSpot                         | US   | 82 %  |
| Gamezilla                        | US   | 92 %  |
| Joystick                         | FR   | 88 %  |
| PC Team                          | FR   | 90 %  |